# Dolichomitra cymbifolia
Dolichomitra cymbifolia är en bladmossart som beskrevs av Brotherus 1907. Dolichomitra cymbifolia ingår i släktet Dolichomitra och familjen Lembophyllaceae. Inga underarter finns listade i Catalogue of Life.